# Laura Knight-Jadczyk
Laura Knight-Jadczyk nacida en Estados Unidos es una escritora de teorías conspirativas y sobre ufología. Explora en particular el tema de la abducción. Su próximo libro será la segunda parte de The Secret History of the World and How to Get Out Alive.

## Obras
- Amazing Grace, Virtual Publishing Group, 2002, ISBN 978-1-930916-50-0
- Ascension : The Ancient Secret Science Revealed: the True Quest for the Holy Grail, Perseus Foundation, 2002, ISBN 0-9679798-2-X
- Cooking Up a Storm: Eatsoterica - the Alchemy of Food, The Quantum Future Group, 2004, ISBN 978-0-9764064-0-2
- The High Strangeness of Dimensions, Densities and the Process of Alien Abduction, QFG Publishing, 2004, ISBN 978-0-9764064-6-4
- The Secret History of the World and How to Get Out Alive, con Patrick Riviere, Red Pill Press, 2005, ISBN 978-0-9764064-9-5
- The Wave Vol 1 - The Red Book, QFG Publishing; 1st edition, 2004, ISBN 978-0-9764064-2-6
- The Wave Vol 2 - The Blue Book, QFG Publishing; 1st edition, 2004, ISBN 978-0-9764064-3-3
- The Wave Vol 3 - The Green Book, QFG Publishing; 1st edition, 2004, ISBN 978-0-9764064-4-0
- The Wave Vol 4 - The Orange Book, QFG Publishing; 1st edition, 2004, ISBN 978-0-9764064-5-7
- The Wave - Book 5 (Petty Tyrants), Red Pill Press, 1st edition (2007), ISBN 978-1-897244-33-3
- The Wave - Book 6, Red Pill Press, 2007
- 9/11 The Ultimate Truth, con Joe Quinn, Red Pill Press; 2nd edition, 2006, ISBN 978-1-897244-22-7